# Il bellissimo mestiere
Il bellissimo mestiere (Sono incazzato con l'amore) è il secondo singolo promozionale estratto dall'album Uscita di sicurezza di Marco Masini, scritto con Giancarlo Bigazzi, Luca Nesti e Marco Falagiani.
È l'ultimo singolo che vede collaborare Masini con Bigazzi.

## Videoclip
Nel videoclip del brano partecipa Ambra Angiolini per la regia di Leonardo Torrini.

## Tracce
1. Il bellissimo mestiere (Sono incazzato con l'amore) - (4:34)